# Danièle Sallenave

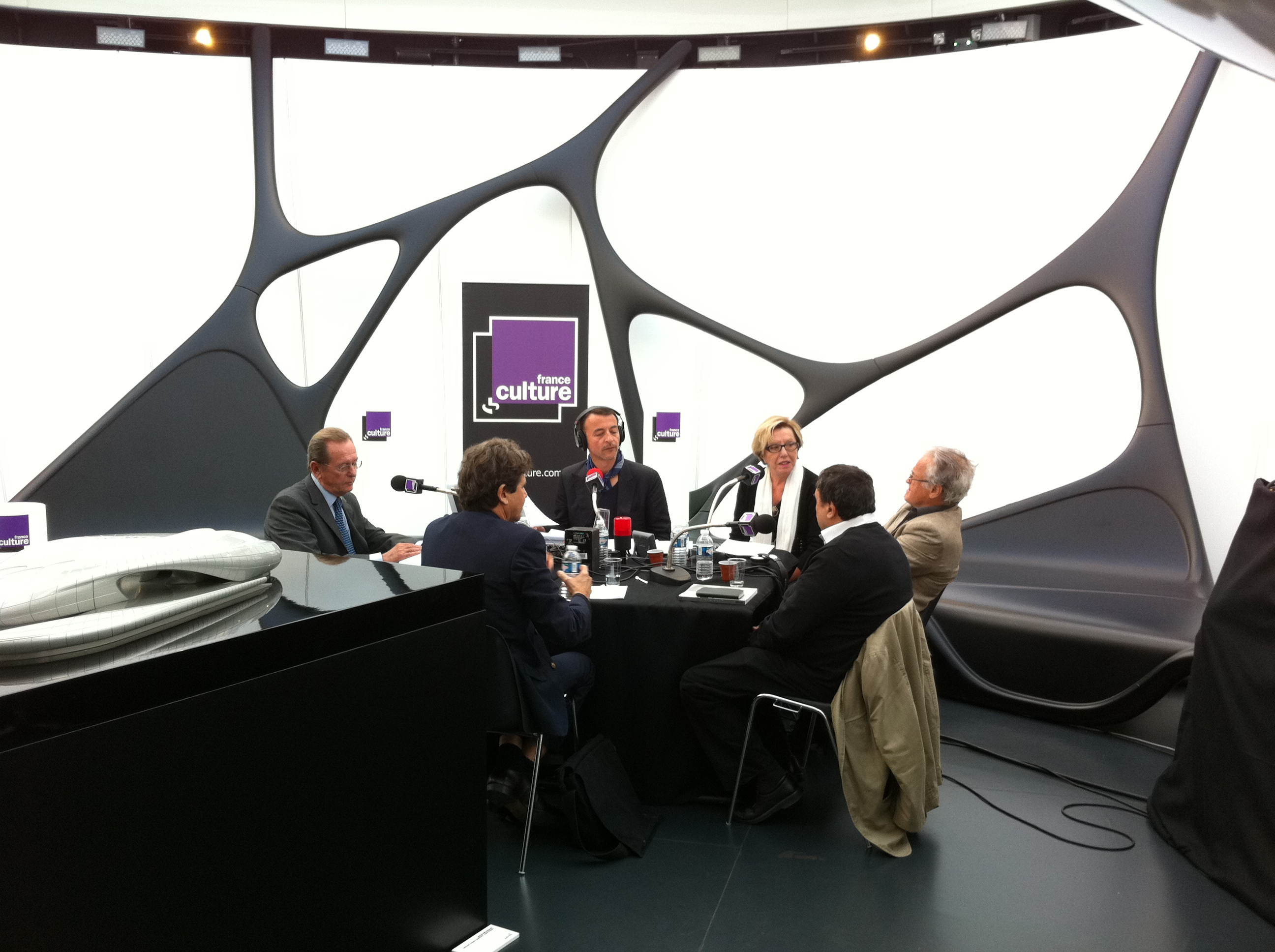
Sallenave, dame met bril, 3e van rechts.

Danièle Sallenave (Angers 1940) is een Frans schrijfster en journaliste.
Sallenave won in 1980 de Prix Renaudot en in 2005 de grote prijs der literatuur van de Académie Française. In Nederland verschenen van haar hand de romans Adieu (1990) en Schijnleven (1992). In 1996 verscheen binnen de reeks Privé-domein haar dagboek Gepasseerd station.
Gepasseerd station vangt aan op 1 januari 1990, na de val van de Berlijnse Muur en de ontmanteling van het communisme. Het is een ooggetuigenverslag van een culminatiepunt in de geschiedenis van de vorige eeuw. De verdwijning van de Sovjet-Unie is volgens de eerder communistisch denkende Sallenave meer dan het einde van een totalitair regime: “Het betekent dat het tijd is voor een volledige herwaardering van deze eeuw, en van de eeuw die eraan voorafging, van onze jeugd en van ons engagement, tijd om zorgvuldig na te denken over het lot van onze samenlevingen, om allen die geloofden dat het communisme een stralende toekomst voor de mensheid betekende, vol droefheid te herdenken".
Op 7 april 2011 werd Sallenave verkozen tot lid van de Académie française.
- Bibsys: 90149614
- Biblioteca Nacional de España: XX978711
- Bibliothèque nationale de France: cb119234870 (data)
- Catàleg d'autoritats de noms i títols de Catalunya: 981058515370906706
- CiNii: DA05892512
- Digitale Bibliotheek voor de Nederlandse Letteren: sall007
- Gemeinsame Normdatei: 119132648
- International Standard Name Identifier: 0000 0001 2144 8259
- Library of Congress Control Number: n84076222
- Nationale Bibliotheek van Letland: 000005748
- Bibliotheek van het Japanse parlement: 00474341
- Nationale Bibliotheek van Tsjechië: xx0014333
- Nationale bibliotheek van Australië: 35811193
- Nationale Bibliotheek van Israël: 987007267398305171
- Nederlandse Thesaurus van Auteursnamen: 068369484
- Réseau des bibliothèques de Suisse occidentale: 02-A003780525
- Istituto Centrale per il Catalogo Unico: CFIV040923
- LIBRIS: 306021
- Système universitaire de documentation: 027120163
- Trove: 1098360
- Virtual International Authority File: 98176372
- WorldCat: E39PBJmdqdtDBq6RX3DHmg48YP